# Ceinture pelvienne
 (novembre 2022).
Si vous disposez d'ouvrages ou d'articles de référence ou si vous connaissez des sites web de qualité traitant du thème abordé ici, merci de compléter l'article en donnant les références utiles à sa vérifiabilité et en les liant à la section « Notes et références ».
La ceinture pelvienne est le dispositif osseux qui, chez les vertébrés, permet de relier et d'articuler les membres inférieurs  à la colonne vertébrale. Contrairement à la ceinture scapulaire, la ceinture pelvienne est fréquemment soudée au squelette axial. 
Elle est également présente et indépendante de la colonne vertébrale chez les poissons.

## Chez les tétrapodes
Chez les tétrapodes, la vie terrestre implique une étroite liaison avec le squelette axial en raison du rôle particulier des membres postérieurs (ou inférieurs) : ils supportent le poids du corps et assurent le rôle principal dans la propulsion ; la jonction s'opère au niveau de l'ilion. La ceinture pelvienne est susceptible de régresser, voire de disparaître, en cas de régression ou de perte des membres postérieurs.

## Chez l'homme

Ceinture pelvienne chez l'homme
Marge acétabulaire en

Chez l'humain, la ceinture pelvienne forme le bassin osseux. Chez les femmes, le bassin est surtout incliné vers l'avant et l'ouverture plus large. De plus, il est lisse, mince et léger. Chez les hommes, il est moins incliné vers l'avant et il a une ouverture plus étroite. Il est aussi plus épais et plus lourd.

## Articulations
La ceinture pelvienne est composée, au niveau articulaire de :
- La symphyse pubienne (articulation cartilagineuse)
- Les articulations plates sacro-iliaques droite et gauche